# Mas d'en Boter
Mas d'en Boter és una obra de Tarragona protegida com a Bé Cultural d'Interès Local.

## Descripció
Típica construcció rural de planta rectangular i coberta a un pendent. L'edifici es compon de dues plantes. Actualment està abandonat i en procés de degradació.